# Adelonema
Adelonema es un género de plantas tropicales de la familia Araceae. Anteriormente se había colocado como sinónimo de Homalomena, así como también algunas especies dentro de este.

## Distribución
El área de distribución nativa de este género se extiende desde América Central hasta América del Sur tropicales.

## Descripción
La espata está enrollada hacia abajo, y la espádice está hacia abajo sobre los ovarios y encima de los ovarios hasta el ápice cuenta estaminodios, muy cortos y cónicos desde el centro truncado.
Los ovarios de 2-3 lóculos, con muchos óvulos anátropos en cada lóculo.  
El rizoma es rastrero, el pecíolo inferior, casi estrechamente envainado hasta la mitad. 
La lámina de la hoja oblonga, con un pedúnculo más corto que el pecíolo.
Algunas especies como A. wallissii presentan manchas irregulares en las hojas similares a las de Dieffenbachia, con la que puede llegar a confundirse.

## Taxonomía
El género fue descrito por Heinrich Wilhelm Schott y publicado en Prodromus Systematis Aroidearum 316, en 1860.

#### Etimología
Adelonema: nombre genérico que se deriva de la combinación de dos palabras; del vocablo griego ἄδηλος (ádēlos); "invisible, oculto", y del también vocablo griego νῆμα (nêma); "hilo", en referencia a la situación de los estaminodios en las especies del género.

#### Especies
Comprende 16 especies aceptadas:
- Adelonema allenii (Croat) S.Y.Wong y Croat, 2016
- Adelonema crinipes (Engl.) S.Y.Wong y Croat, 2016
- Adelonema erythropus (Mart. ex Schott) Schott, 1860
- Adelonema hammelii (Croat y Grayum) S.Y.Wong y Croat, 2016
- Adelonema kvistii (Croat) S.Y.Wong y Croat, 2016
- Adelonema mofflerianum (Croat y Grayum) S.Y.Wong y Croat, 2016
- Adelonema orientale Croat, 2016
- Adelonema pallidinervium Croat, 2016
- Adelonema panamense Croat y Mansell, 2016
- Adelonema peltatum (Mast.) S.Y.Wong y Croat, 2016
- Adelonema picturatum (Linden y André) S.Y.Wong y Croat, 2016
- Adelonema roezlii (Mast.) S.Y.Wong y Croat, 2016
- Adelonema speariae (Bogner y Moffler) S.Y.Wong y Croat, 2016
- Adelonema wallisii (Regel) S.Y.Wong y Croat, 2016
- Adelonema wendlandii (Schott) S.Y.Wong y Croat, 2016
- Adelonema yanamonoense Croat y Mansell, 2016